# Saint-Just-Malmont
Saint-Just-Malmont is een gemeente in het Franse departement Haute-Loire (regio Auvergne-Rhône-Alpes). De gemeente telde 4.220 inwoners op 1 januari 2022. De plaats maakt deel uit van het arrondissement Yssingeaux.

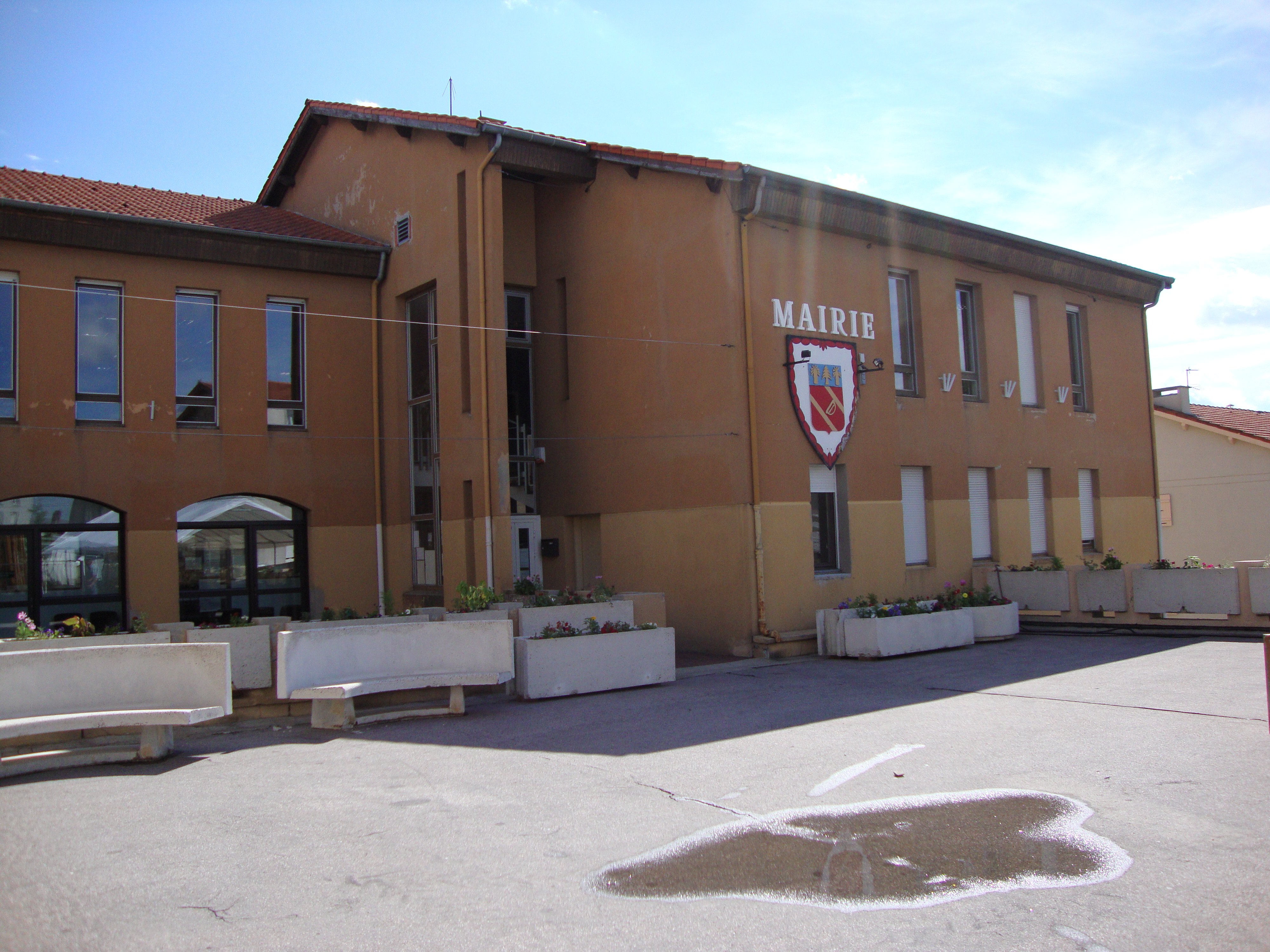
Gemeentehuis
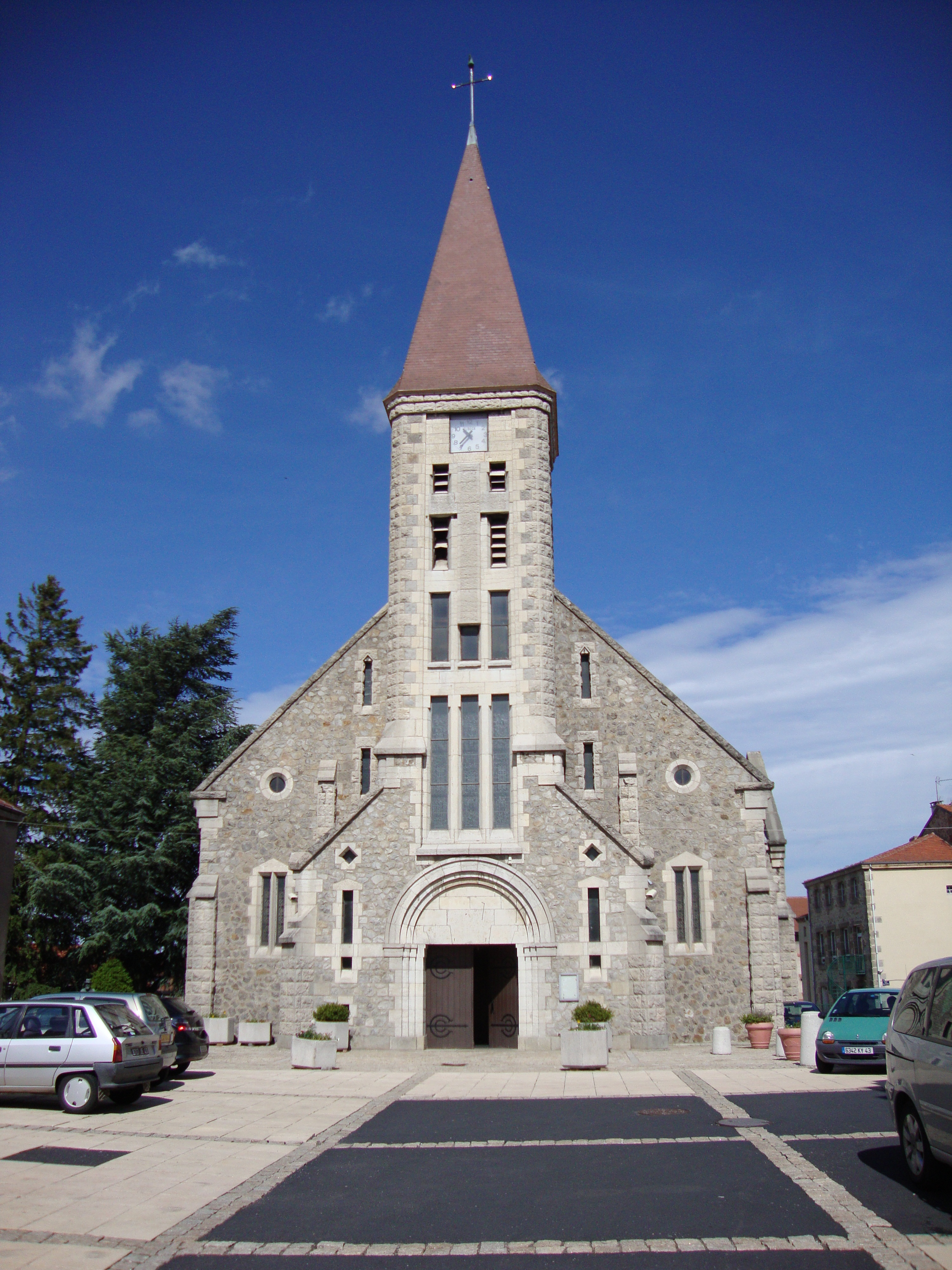
De kerk van Saint-Just-Malmont uit 1932 verving een oudere kerk uit de 11e eeuw.

## Geografie
De oppervlakte van Saint-Just-Malmont bedroeg op 1 januari 2022 23,28 vierkante kilometer; de bevolkingsdichtheid was toen 181,3 inwoners per km².
De onderstaande kaart toont de ligging van Saint-Just-Malmont met de belangrijkste infrastructuur en aangrenzende gemeenten.

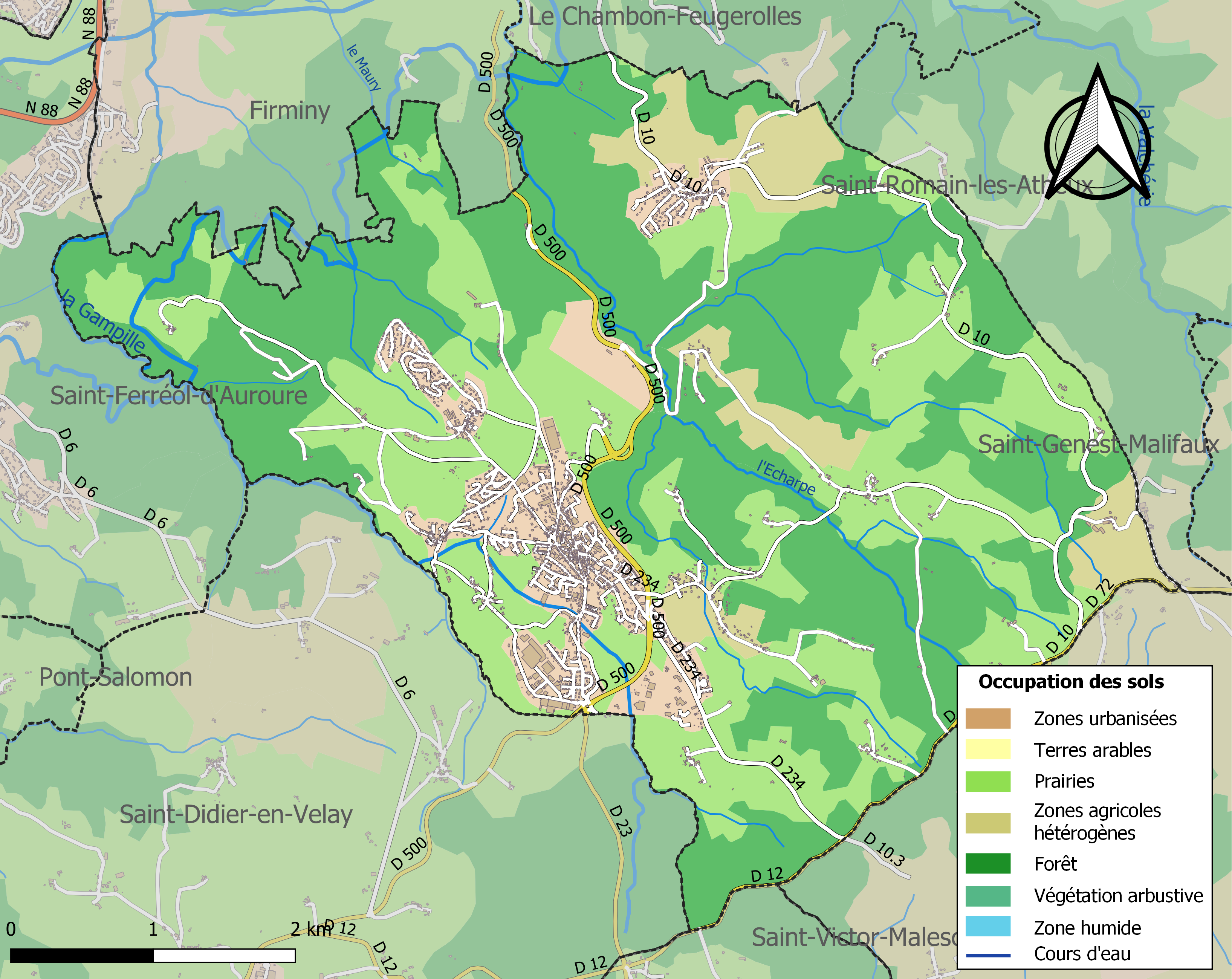

## Demografie
Onderstaande figuur toont het verloop van het inwonertal (bron: INSEE-tellingen).